# Youri Djorkaeff
Youri Djorkaeff (født 9. marts 1968 i Lyon) er en fransk tidligere fodboldspiller, som har spillet som angriber eller som angribende midtbanespiller. Med det franske landshold vandt Djorkaeff VM i 1998 og EM i 2000. Han er søn af en anden tidligere fransk landsholdsprofil, Jean Djorkaeff.